# Josef Geitler von Armingen
Josef Karl Franz Otto Geitler, Ritter von Armingen (Praga, 14 de setembro de 1870 — Graz, 20 de junho de 1923) foi um físico austríaco.
Estudou em Bonn e Praga. Doutorado na Universidade de Bonn, orientado por seu primo Heinrich Hertz, em 1893. Em 1896 tornou-se Privatdozent na Universidade Karl Ferdinand de Praga.
Em 1906 foi o substituto de Alois Handl (1837–1915) na cátedra de física experimental da Universidade de Czernowitz. Suas pesquisas foram dedicadas principalmente a ondas eletromagnéticas. Dentre seus doutorandos desponta Wojciech Rubinowicz. Após a tomada de Czernowitz pelos romenos em 1919, estabeleceu-se em Graz, onde foi professor honorário na Universidade Técnica de Graz.

## Obras selecionadas
- Über Reflexion electrischer Drahtwellen, Annalen der Physik 285(5):184-195
- Über die durch Kathodenstrahlen bewirkte Ablenkung der Magnetnadel, Annalen der Physik 310(8):924-930
- Über electrische und magnetische Zerlegung der Kathodenstrahlung, Annalen der Physik 301(5):123-140
- Einige Beobachtungen an stark gespannten Glasplatten, Die Naturwissenschaften 3(34):445-446
- Elektromagnetische Schwingungen und Wellen, Friedrich Vieweg & Sohn, Braunschweig, 1ª edição 1905, 2ª edição 1921